# ریمارت گابالو
ریمارت گرند گابالو (زادهٔ ۲۴ اوت ۱۹۹۶) یک بوکسور حرفه‌ای فیلیپینی است. او از سال ۲۰۲۰ تا ۲۰۲۱ دارنده عنوان موقت قهرمانی شورای جهانی بوکس در وزن بنتام‌وید بود و پیش‌تر در سال ۲۰۱۸ عنوان موقت قهرمانی اتحادیه جهانی بوکس در وزن بنتام‌وید را به دست آورده بود.

## دوران حرفه‌ای
گابالو در سال ۲۰۱۴ به دنیای حرفه‌ای بوکس وارد شد و قبل از اینکه به رقابت با استیفن یانگ برای کسب عنوان موقت قهرمانی اتحادیه جهانی بوکس در وزن بنتام‌وید بپردازد، ۱۸ مبارزه متوالی را پیروز شد.

### گابالو در مقابل رودریگز
در تاریخ ۱۹ دسامبر ۲۰۲۰، گابالو با امانوئل رودریگز برای کسب عنوان موقت فهرمانی شورای جهانی بوکس در وزن بنتام‌وید به رقابت پرداخت. رودریگز از سوی شورای جهانی بوکس و مجله رینگ به عنوان شماره ۱ در وزن بنتام‌وید رتبه‌بندی شده بود. با اینکه گابالو در این مبارزه به وضوح از رودریگز شکست خورده بود و ضربات زیادی از او دریافت کرده بود، داوران به گابالو پیروزی تفکیکی را اعطا کردند که به عنوان یک تقلب در مسابقات شناخته شد. یکی از داوران رودریگز را برنده واضح دید و امتیاز ۱۱۸–۱۱۰ به نفع او داد، در حالی که دو داور دیگر به ترتیب امتیاز ۱۱۶–۱۱۲ و ۱۱۵–۱۱۲ را به نفع گابالو اعلام کردند. همچنین طرفداران نیز رودریگز را برنده واضح مسابقه می‌دانستند و ۳۰ نمره‌گذار در بوکسرس امتیاز متوسط ۱۱۶٫۵۷–۱۱۱٫۶۳ به نفع رودریگز را ثبت کردند.

### گابالو در مقابل دونایر
در مبارزه بعدی، گابالو برای کسب عنوان قهرمانی شورای جهانی بوکس با نانیتو دونایر رقابت کرد. دونایر مبارزه را با قدرت آغاز کرد و در دور چهارم با ضربه چپ به کبد، گابالو را ناک‌اوت کرد به طوری که گابالو نتوانست از زمین برخیزد.

### گابالو در مقابل سوئنو و برابو
پس از تجربه شکست، گابالو در مبارزه بعدی خود با هموطنش ریکاردو سوئنو برای کسب عناوین اورینتال و قهرمانی شورای بوکس آسیا در وزن بنتام‌وید به رقابت پرداخت. این مبارزه در سالن ورزشگاه لاگائو، جنرال سانتوس برگزار شد. گابالو با پیروزی شگفت‌انگیز در دور دوم با ناک‌اوت تکنیکی به پیروزی رسید. در اولین دفاع گابالو از عنوان اورینتال در برابر میکائیل برابو، که به تازگی به دنیای بوکس بازگشته بود، مبارزه نزدیکی صورت گرفت که در نهایت با پیروزی تفکیکی به نفع گابالو به پایان رسید.

### گابالو در مقابل پایفاروپ
پیش از پیروزی برابو، گابالو به عنوان مدعی قطعی برای کسب عنوان قهرمانی سازمان جهانی بوکس که در دست اندرو مولونی بود، معرفی شد. مولونی ابتدا از عنوان قهرمانی خود در پیروزی‌ای بحث‌برانگیز در برابر سائول سانچز دفاع کرد. یک ماه بعد، گابالو دفاع دوم خود از کمربند اورینتال را در برابر پایفاروپ، قهرمان پیشین موقت قهرمانی اتحادیه جهانی بوکس در وزن استراوید، انجام داد. گابالو با زدن ضربه چپ به بدن پایفاروپ، حریف تایلندی‌اش را سریعاً شکست داد و مبارزه را در ۳۲ ثانیه به پایان رساند. با اینکه گابالو به نظر می‌رسید رقیب منطقی برای مولونی باشد، اما در تاریخ ۶ مارس ۲۰۲۴، اعلام شد که مولونی قصد دارد از عنوان قهرمانی سازمان جهانی بوکس خود در برابر یوشاکی تاکئی دفاع کند.

### گابالو در مقابل تورس
در تاریخ ۷ آوریل ۲۰۲۴، گابالو برای برگزاری یک مبارزه تدارکاتی پیش از رقابت برای کسب قهرمانی جهانی آماده شد و منتظر برنده مبارزه مولونی و تاکئی بود. حریف گابالو، کنبون تورس، حریف مناسبی بود که از سال‌های ۲۰۰۳ تا ۲۰۰۷ با رکورد ۱۰–۲ بازنشسته شده بود و پس از بازگشت در سال ۲۰۱۶، رکورد ۱۲–۳ را به ثبت رساند و دوباره بازنشسته شد. او در سال ۲۰۲۳ دوباره به دنیای بوکس بازگشت و اولین مبارزه‌اش را با پیروزی پشت سر گذاشت. تورس سپس وعده پیروزی‌ای دیگر را داد و به وعده‌اش عمل کرد. تورس در این مبارزه با کسب سه ناک‌داون، گابالو را در دور اول با ناک‌اوت تکنیکی شکست داد.